# Neptú i Tritó
Neptú i tritó és una escultura primerenca de l'artista italià Gian Lorenzo Bernini. Es troba en el museu Victòria i Albert de Londres i es va fabricar entre als anys 1622 i 1623. És una escultura que va ser tallada a marbre i té una alçada de 182,2 cm.

## Història
L'escultura va ser encarregada originalment pel cardenal Alessandro Demasceti-Peretti Montalto l'any 1620, i va ser feta del Març de 1622 fins al Febrer de 1623, amb una funció decorativa per tal de decorar l'estany del jardí de la seva vila Peretti Montalto al turó viminol de Roma. L'escultura es va situar en una piscina oval preexistent (anomenada Peschiera o Peschierone), dissenyada per Domenico Fontana del 1579 al 1981.
Va ser comprada per l'anglès Thomas Jenkins l'any 1786, però més tard va ser adquirida per Joshua Reynolds. L'obra havia estat anomenada "Neptú i Glaucus" després de la biografia de Filippo Baldinucci, però en el gravat de Dominico Rossi apareixia com a "Nettvno e Tritone", finalment, Reynolds la va corregir per "Neptú i Tritó"
Després de la mort de Reynolds l'any 1792, l'obra va ser venuda a Charles Anderson-Pelham, que la va guardar en el jardí de casa seva a Walpole House, Chelsea, Londres. Els seus descendents la van traslladar a la seva casa de camp Brocklesby Park, Lincolnshire l'any 1906. Finalment, l'escultura va ser comprada l'any 1950 pel museu Victòria i Albert, tot i que va aparèixer en una exposició a la Royal Academy de Londres l'any 1938.